# Hypotrachyna paramensis
Hypotrachyna paramensis är en lavart som beskrevs av W. L. Culb. & C. F. Culb. Hypotrachyna paramensis ingår i släktet Hypotrachyna och familjen Parmeliaceae.   Inga underarter finns listade i Catalogue of Life.